# Futebol de 7 nos Jogos Parapan-Americanos de 2007
O futebol de 7 nos Jogos Parapan-americanos de 2007 foi realizado entre os dias 13 e 19 de agosto no Complexo Esportivo de Deodoro no Rio de Janeiro.
As seis equipes participantes foram divididas em dois grupos. No grupo A estiveram Estados Unidos, Brasil e Venezuela e no grupo B Argentina, Canadá e Colômbia. Os dois melhores de cada grupo avançaram a semifinal com os vencedores classificados para a disputa do ouro. O futebol de 7 é jogado por atletas com paralisia cerebral.

## Medalhistas
| Med / | País | Med / | País | Med /  | País |
| Ouro  | BRA Brasil | Prata | ARG Argentina | Bronze | CAN Canadá |
|       | Marcos Ferreira Jean Rodrigues Leandro Marinho Pedro Gonçalves Gilberto de Moraes Fermiano Neto Fabiano Bruzzi Flávio Pereira Luciano Rocha Renato Lima José Guimarães Moisés da Silva |       | Gustavo Nahuelquin Ariel Medina Claudio Morinigo Sebastian García Mariano Morana Carlos Cardinal Mario Sosa Claudio Bastias Gabriel Rodríguez Ezequiel Jaime Matias Nuñez |        | Ross MacDonald Todd Phillips Dan Kaemingk Chris Duehrsen Scott van den Boogaard Sefik Smajlovic Dustin Hodgson Matt Brown John William Phillips III Adam Burnell Jeff Buckland Derek Whitson |

## Primeira fase

### Grupo A
| Pos | Time           | Pts | J | V | E | D | GP  | GC  | SG   |
| --- | -------------- | --- | - | - | - | - | --- | --- | ---- |
| 1   | Brasil         | 6   | 2 | 2 | 0 | 0 | *17 | 1   | *+16 |
| 2   | Estados Unidos | 3   | 2 | 1 | 0 | 1 | 7   | 7   | 0    |
| 3   | Venezuela      | 0   | 2 | 0 | 0 | 2 | 1   | *17 | *-16 |

* De acordo com a regra 19.3.4 do esporte, apenas placares até 10 gols são considerados para efeito de classificação
| 13 de Agosto de 2007 10:00 | Estados Unidos | 0 – 7 | Brasil                                                                                     | Complexo Esportivo de Deodoro Árbitro: Jorge Esteban ARG |
|                            |                |       | Rocha 4' · Marinho 10' (P) · Theobald 20' (GC), 43' (GC) · Bruzzi 21', 41' · Guimarães 46' |                                                          |

| 14 de Agosto de 2007 12:00 | Estados Unidos                                         | 7 – 0 | Venezuela | Complexo Esportivo de Deodoro Árbitro: Juliano Lopes BRA |
|                            | McKinney 3', 4' · Blue 5', 12' · Vazquez 20', 23', 24' |       |           |                                                          |

| 15 de Agosto de 2007 10:00 | Brasil | 15 – 1 | Venezuela     | Complexo Esportivo de Deodoro Árbitro: Cássia Alves BRA |
|                            | Bruzzi 2', 15', 25', 29' · Rocha 12', 19', 26' · Lima 16', 20', 34' · Guimarães 28' · Gonçalves 35' · Pereira 39' · de Moraes 44' · Marinho 48' |        | Sangronis 41' |                                                         |

### Grupo B
| Pos | Time      | Pts | J | V | E | D | GP | GC | SG  |
| --- | --------- | --- | - | - | - | - | -- | -- | --- |
| 1   | Argentina | 6   | 2 | 2 | 0 | 0 | 7  | 1  | +6  |
| 2   | Canadá    | 3   | 2 | 1 | 0 | 1 | 10 | 2  | +8  |
| 3   | Colômbia  | 0   | 2 | 0 | 0 | 2 | 0  | 14 | -14 |

| 13 de Agosto de 2007 12:00 | Argentina                 | 2 – 1 | Canadá       | Complexo Esportivo de Deodoro Árbitro: Guido Gonzalez USA |
|                            | Morinigo 47' · Morana 54' |       | Smajlovic 5' |                                                           |

| 14 de Agosto de 2007 10:00 | Argentina                                                    | 5 – 0 | Colômbia | Complexo Esportivo de Deodoro Árbitro: Renato Cardoso BRA |
|                            | Rodríguez 18', 32' · Cardinal 21' · Bastias 26' · Morana 60' |       |          |                                                           |

| 15 de Agosto de 2007 12:00 | Canadá                                                                               | 9 – 0 | Colômbia | Complexo Esportivo de Deodoro Árbitro: Igor Benevenuto BRA |
|                            | Brown 5', 6' · Hodgson 10', 24', 27' · van den Boogaard 29', 41', 56' · Buckland 37' |       |          |                                                            |

## Fase final
|  | Semifinais                    | Semifinais                    |   |                               | Final                         | Final |  |
|  |                               |                               |   |                               |                               |       |  |
|  | 16 de agosto, 10:00 - Deodoro |                               |   |                               |                               |       |  |
|  | Brasil                        | 7                             |   |                               |                               |       |  |
|  | Canadá                        | 0                             |   |                               |                               |       |  |
|  |                               |                               |   |                               |                               |       |  |
|  |                               |                               |   |                               | 18 de agosto, 12:00 - Deodoro |       |  |
|  |                               |                               |   |                               | Brasil                        | 5     |  |
|  |                               | Argentina                     | 0 |                               |                               |       |  |
|  |                               |                               |   |                               |                               |       |  |
|  |                               |                               |   |                               |                               |       |  |
|  |                               |                               |   |                               | 3º lugar                      |       |  |
|  | 16 de agosto, 12:00 - Deodoro | 16 de agosto, 12:00 - Deodoro |   | 18 de agosto, 10:00 - Deodoro | 18 de agosto, 10:00 - Deodoro |       |  |
|  | Argentina                     | 2                             |   | Canadá                        | 1                             |       |  |
|  | Estados Unidos                | 1                             |   |                               | Estados Unidos                | 0     |  |

### Semifinal
| 16 de Agosto de 2007 10:00 | Brasil                                                            | 7 – 0 | Canadá | Complexo Esportivo de Deodoro Árbitro: Jorge Barbissan ARG |
|                            | Guimarães 2', 30' · Rocha 7', 32', 41' · Bruzzi 14' · Pereira 51' |       |        |                                                            |

| 16 de Agosto de 2007 12:00 | Argentina       | 2 – 1 | Estados Unidos | Complexo Esportivo de Deodoro Árbitro: Renato Cardoso BRA |
|                            | Morana 34', 46' |       | McCullough 45' |                                                           |

### Disputa pelo 5° lugar
| 17 de Agosto de 2007 10:00 | Venezuela                     | 2 – 2 (pro) (3–2 pen) | Colômbia        | Complexo Esportivo de Deodoro Árbitro: Cássia Alves BRA |
|                            | Sangronis 42' · Aranguren 62' |                       | Riveros 9', 67' |                                                         |

|                                                     |     | Penalidades                                |  |
| Cantillo: Mendoza: Aranguren: Sangronis: Hernández: | 3–2 | Ariza: Rodríguez: Giraldo: Riveros: Ñungo: |  |

### Disputa pelo bronze
| 18 de Agosto de 2007 10:00 | Canadá    | 1 – 0 | Estados Unidos | Complexo Esportivo de Deodoro Árbitro: Juliano Lopes BRA |
|                            | Brown 51' |       |                |                                                          |

### Final
| 18 de Agosto de 2007 12:00 | Brasil                                             | 5 – 0 | Argentina | Complexo Esportivo de Deodoro Árbitro: Guido Gonzalez USA |
|                            | Lima 13', 56' · Rocha 15' · Marinho 29' · Neto 50' |       |           |                                                           |

## Classificação final
| Pos.   | Equipe         | Campanha (V-E-D) |
| ------ | -------------- | ---------------- |
| Ouro   | Brasil         | (4-0-0)          |
| Prata  | Argentina      | (3-0-1)          |
| Bronze | Canadá         | (2-0-2)          |
| 4      | Estados Unidos | (1-0-3)          |
| 5      | Venezuela      | (0-1-2)          |
| 6      | Colômbia       | (0-1-2)          |